# Élections législatives de 1885 en Guadeloupe
Les élections législatives de 1885 en Guadeloupe ont eu lieu les 11 octobre et 25 octobre dans le département de la Guadeloupe dans le cadre des élections législatives françaises de 1885, sous la IIIe République.

## Mode de scrutin
La Chambre des députés est composée de 584 sièges. 
Le mode de scrutin des élections législatives a été changé par le gouvernement de Jules Ferry (loi du 16 juin 1885) : un scrutin de liste majoritaire à deux tours dans le cadre des départements. 
Le nombre de députés à élire dans les départements évoluent lui aussi pour mieux prendre en compte les évolutions démographiques, avec un minimum de trois députés par département métropolitain. 
Au premier tour, pour être élu, il faut avoir la majorité absolue et réunir un nombre de suffrages égal au quart des électeurs inscrits dans la circonscription (article 5), et au deuxième tour, il suffit de la majorité relative. 
Au second tour, la majorité relative est nécessaire. 
Il est important de noter que les listes ne sont pas solidaires et que l'électeur peut panacher sa propre liste. Il est aussi rajouté que « les membres des familles qui ont régné sur la France sont inéligibles à la Chambre des députés ».
Dans le département de la Guadeloupe, deux députés sont à élire, le nombre de député des colonies étant inscrit dans la constitution et ne changeant pas entre 1881 et 1940.

## Élus
| Circonscription        | Député sortant         | Parti ou Nuance | Parti ou Nuance    | Groupe             | Député élu ou réélu    | Parti ou Nuance | Parti ou Nuance    | Groupe            |
| ---------------------- | ---------------------- | --------------- | ------------------ | ------------------ | ---------------------- | --------------- | ------------------ | ----------------- |
| Circonscription unique | Gaston Gerville-Réache |                 | Radical            | Union républicaine | Gaston Gerville-Réache |                 | Radical            | Union des gauches |
| Circonscription unique | Gaston Sarlat          |                 | Républicain modéré | Union républicaine | Gaston Sarlat          |                 | Républicain modéré | Union des gauches |

## Résultats
| Parti          | Parti          | Candidat                 | Premier tour | Premier tour | Deuxième tour | Deuxième tour |
| Parti          | Parti          | Candidat                 | Voix         | %            | Voix          | %             |
| -------------- | -------------- | ------------------------ | ------------ | ------------ | ------------- | ------------- |
|                | Rad            | Gaston Gerville-Réache * | 3 531        | 51,18        | 5 556         | 53,17         |
|                | Rép mod        | Gaston Sarlat            | 2 569        | 37,24        | 5 213         | 49,89         |
|                | Rad            | Auguste Isaac            | 1 643        | 23,82        | 4 631         | 44,32         |
|                | Rép mod        | Émile Réaux              | 1 606        | 23,28        | 3 360         | 32,16         |
|                | Conserv        | Abbé Maston              | 884          | 12,81        |               |               |
|                | Conserv        | Davis David              | 795          | 11,52        |               |               |
|                |                |                          |              |              |               |               |
| Inscrits       | Inscrits       | Inscrits                 | 34 432       | 100,00       | 34 432        | 100,00        |
| Votants        | Votants        | Votants                  | 6 909        | 20,07        | 10 514        | 30,54         |
| Abstention     | Abstention     | Abstention               | 27 523       | 79,93        | 23 918        | 69,46         |
| Blancs et nuls | Blancs et nuls | Blancs et nuls           | 10           | 0,14         | 65            | 0,62          |
| Exprimés       | Exprimés       | Exprimés                 | 6 899        | 99,86        | 10 449        | 99,38         |